# Geoff Barrow

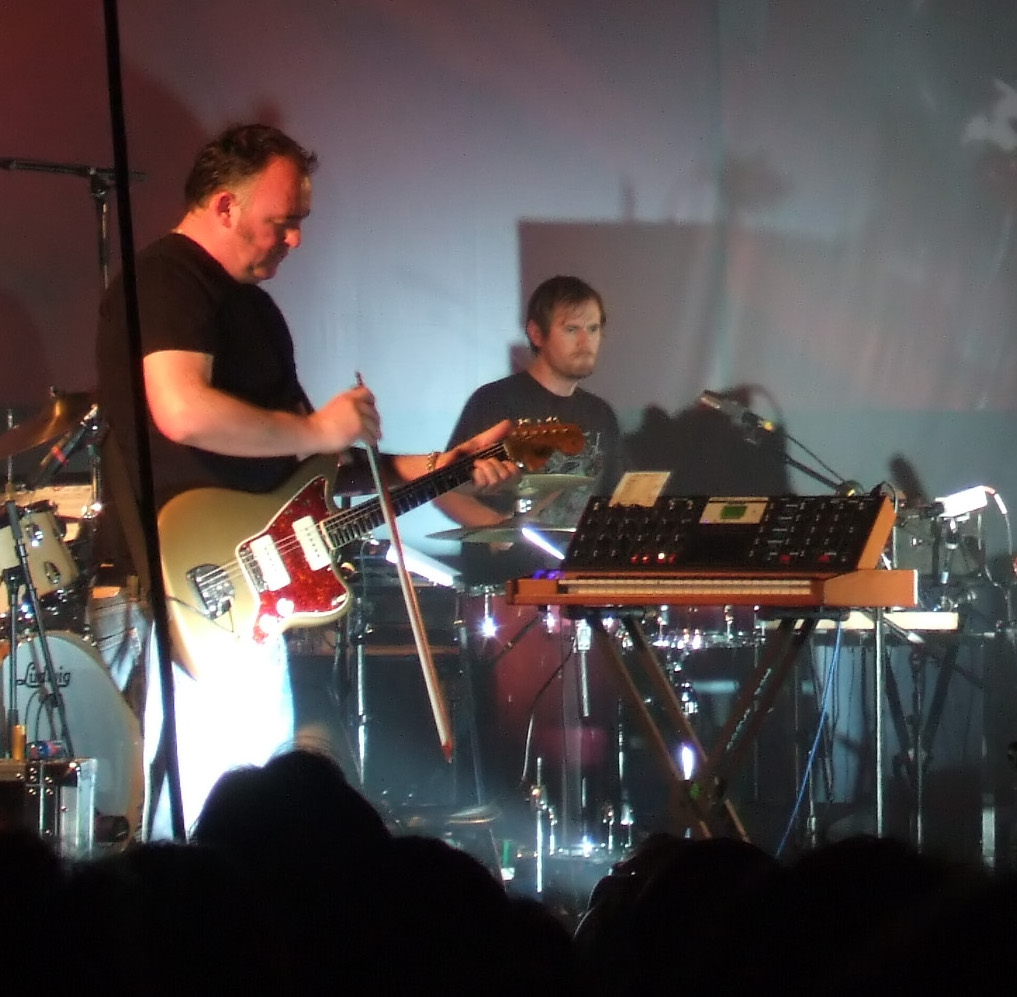
Geoff Barrow, al fondo, junto a Adrián Utley en un concierto de Portishead.

Geoffrey Paul Barrow (nacido el 9 de diciembre de 1971, en Walton in Gordano, Somerset, Inglaterra, Reino Unido) es el productor y multinstrumentista de la banda Portishead.
Portishead —formada en 1991— tomó su nombre de la pequeña ciudad cerca de Bristol donde Barrow creció. Acerca de sus intenciones de formar Portishead, ha declarado que "yo sólo quise hacer música interesante, canciones apropiadas con una duración apropiada y un lugar decente en las colecciones musicales de la gente".

## Carrera
Geoff y su madre se mudaron a la ciudad de Portishead cuando él tenía once años, luego del divorcio de sus padres. Después de participar en varias bandas de rock locales, tocando batería y como DJ en grupos de hiphop, Barrow obtuvo su primer trabajo en los Coach House Studios como operador de cintas poco después de su inauguración en 1989. En 1991, mientras fue asistente en el álbum de Massive Attack, "Blue Lines", la banda le cedió tiempo libre de estudio para que grabara sus propias ideas. Pocos años después, cuando el proyecto de Portishead ya estaba armado, el grupo regresó a grabar "Sour Times" en ese mismo estudio. A principios de los '90, Barrow se hizo renombre como remezclador, trabajando con artistas como Primal Scream, Paul Weller, Gabrielle y Depeche Mode. Además, Barrow ya había producido una canción para Tricky y escrito canciones para Neneh Cherry.
En 2001, formó el sello australiano Invada Records (cuya lista de artistas incluye a RuC.L y el grupo ganador de los premios ARIA, Koolism), junto a Ashely Anderson de Katalyst.
En 2003, Barrow montó Invada UK, un sello musical más experimental, junto a su compañero Fat Paul, contratando a bandas tales como Gonga, Team Brick, Atavist, Malakai y Crippled Black Phoenix. Como "Fuzzface", Barrow coprodujo y coescribió el álbum debut de Stephanie McKay, "McKay" (2003), y que incluye canciones coescritas por Tim Saúl y Carl Hancock Rux. Además remezcló canciones para Gravediggaz y The Pharcyde.
En 2005, Barrow, junto a Adrián Utley, produjo el tercer álbum de The Coral, "The Invisible Invasion". Él y los otros miembros de Portishead grabaron y lanzaron un álbum en abril de 2008, titulado "Third".
En 2009, Barrow produjo el álbum de The Horrors "Primary Colours".
El nuevo proyecto de Barrow se llama BEAK>, e incluye a Billy Fuller (Fuzz Against Junk) y Matt Williams (Team Brick). La música fue grabada en vivo en una habitación sin overdubs, usando solamente ediciones para hacer arreglos. Todas las pistas fueron escritas en una sesión de doce días en Bristol, Inglaterra. El álbum debut, homónimo, fue lanzado el 17 de noviembre de 2009.
Barrow fue el supervisor musical del filme sobre Banksy, "Exit Through the Gift Shop", presentada por primera vez en el Sundance Film Festival el 24 de enero de 2010, y cuyo estreno se esperaba para la primavera de 2010.

## Filmografía
Barrow ha realizado composiciones para varias películas como:
- 2015: Ex Machina, dirigida por Alex Garland.
- 2016: Free Fire, dirigida por Ben Wheatley.
- 2016: Men Against Fire, capítulo autónomo de Black Mirror, dirigido por Jakob Verbruggen.
- 2018: Aniquilación, dirigida por Alex Garland.
- 2019: Luce, junto a Ben Salisbury, dirigida por Julius Onah